# Объединённые провинции Центральной Италии
Объединённые провинции Центральной Италии (итал. Province Unite del Centroitalia) — короткоживущее государственное образование в Центральной Италии, зависимое государство Сардинского королевства.
В 1859 году в результате народных революций было свергнуто монархическое правление в Тоскане, Парме, Модене и Папской области. Пришедшие на этих территориях к власти правительства, ориентировавшиеся на Сардинское королевство, заключили между собой военные договоры, а 7 ноября 1859 года избрали Евгения Эммануила Савой-Кариньянского в качестве своего регента. Однако сардинский король Виктор Эммануил II не утвердил этот выбор, и вместо этого назначил Карло Бонкомпаньи генерал-губернатором Центральной Италии, отвечающим за военные и дипломатические дела в этих государствах.
8 декабря 1859 года Парма, Модена и территория Папской области были включены в королевские провинции Эмилии. После плебисцитов марта 1860 года центральноитальянские государства были официально включены в состав Сардинского королевства, год спустя преобразованного в Королевство Италия.